# Centre Espacial John F. Kennedy

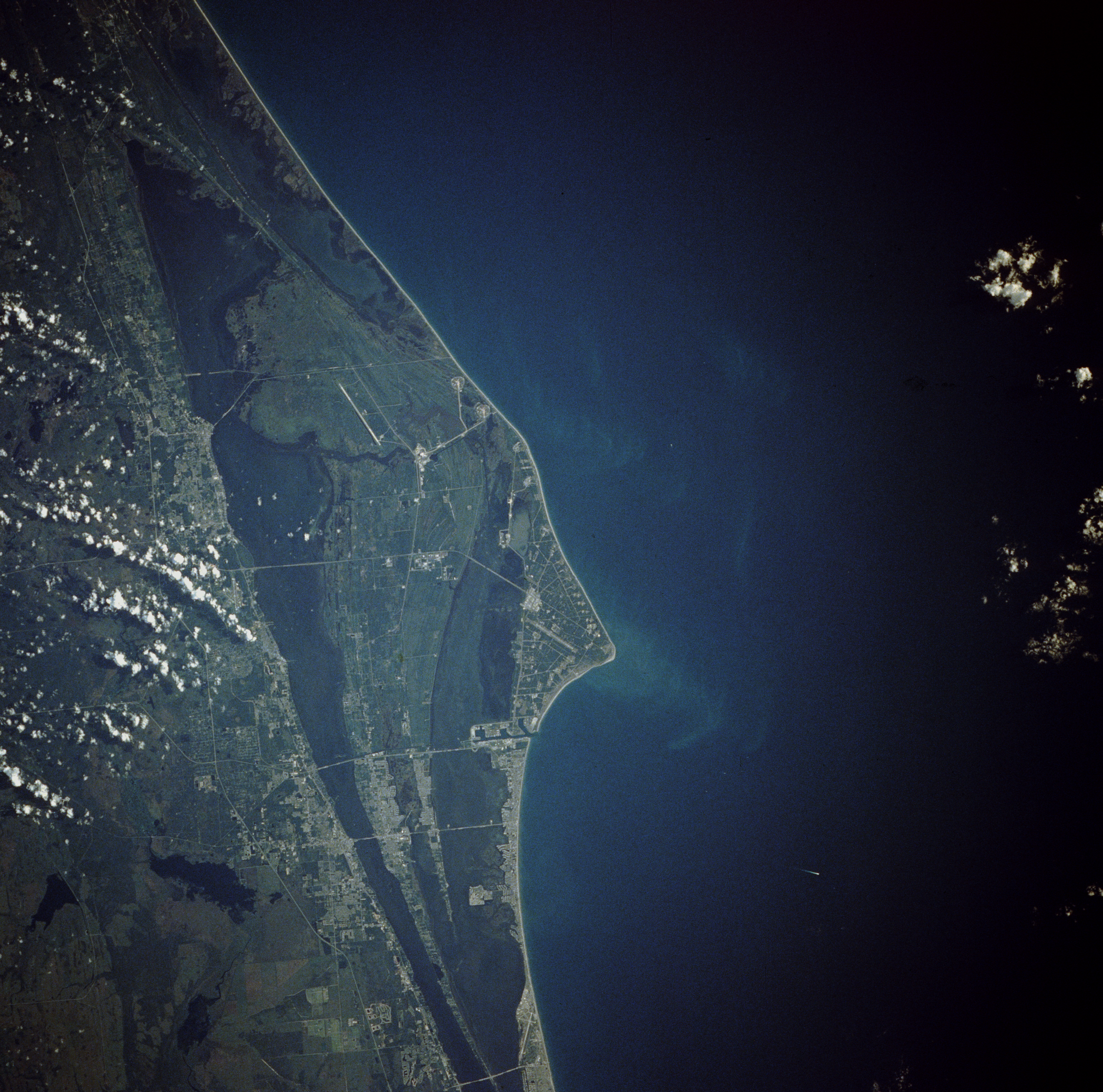
Cap Canaveral

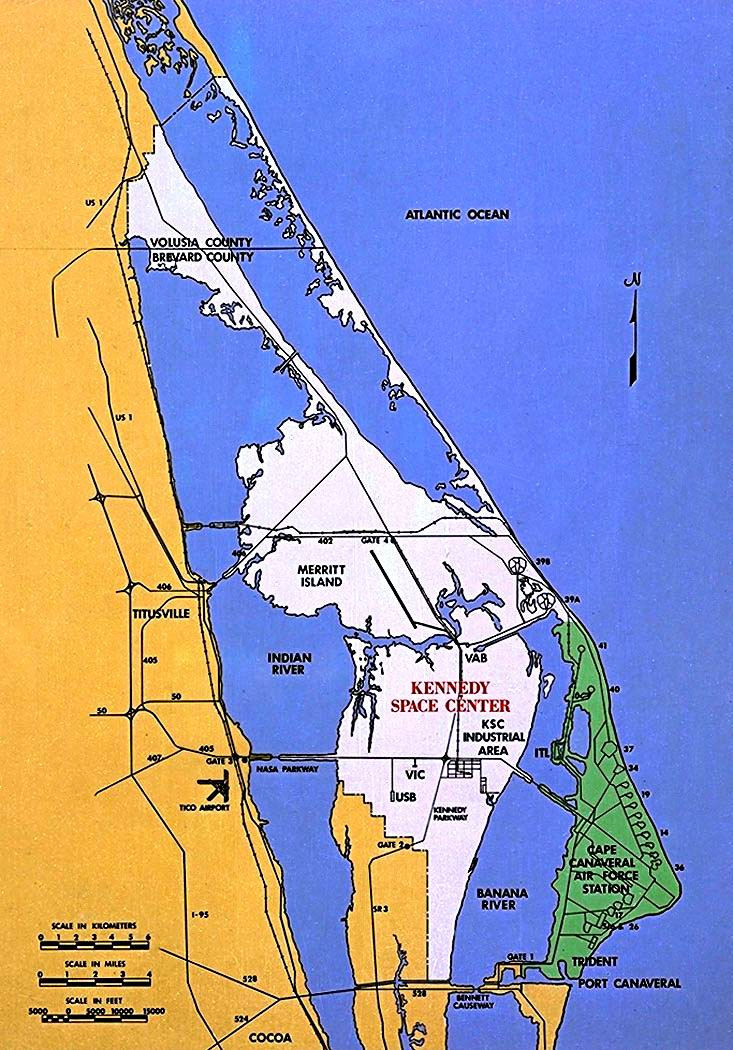
Merritt Island i el Centre Espacial John F. Kennedy (en blanc).

El Centre Espacial John F. Kennedy (KSC en les seves sigles en anglès), situat a l'illa Merritt, Florida, és una de les deu instal·lacions de la National Aeronautics and Space Administration (NASA). Des de desembre de 1968, KSC ha estat el principal centre de llançament de vols espacials humans de la NASA. Les operacions de llançament dels programes Apollo, Skylab i transbordador espacial es van dur a terme des del Complex de llançament 39, gestionat pel KSC. Situat a la costa est de Florida, KSC es troba al costat de l'estació de la força espacial de Cap Canaveral (CCSFS). La direcció de les dues entitats col·labora molt estretament, comparteixen recursos i instal·lacions.
Tot i que els primers vols de l'Apol·lo i tots els vols del Projecte Mercuri i del Projecte Gemini van enlairar-se des de l'estació de la Força Aèria de Cap Canaveral, els llançaments van ser gestionats per KSC i la seva organització anterior, la Direcció d'Operacions de Llançament. A partir de la quarta missió Gemini, el centre de control de llançament de la NASA a Florida (Mercury Control Center, més tard el Launch Control Center) va començar a cedir el control del vehicle al Mission Control Center de Houston, poc després de l'enlairament; en missions anteriors va mantenir el control durant tota la missió.
A més, el centre gestiona el llançament de missions de tripulació robòtica i comercial i investiga la producció d'aliments i la utilització de recursos in situ per a l'exploració fora de la Terra. Des del 2010, el centre ha treballat per convertir-se en un cosmòdrom multiusuari a través d'associacions de la indústria, fins i tot afegint una nova plataforma de llançament (LC-39C) el 2015.
Hi ha unes 700 instal·lacions i edificis agrupats al llarg de 580 km². Entre les instal·lacions del KSC hi ha l'edifici de 160 metres de muntatge de vehicles per apilar els coets més grans de la NASA, el Centre de control de llançament, que realitza llançaments espacials al KSC, l'edifici d'operacions i control, que allotja els dormitoris dels astronautes i la zona on es vesteixen, una fàbrica de l'estació espacial i una instal·lació de 4,8 km de llargada per l'aterratge de llançadora. També hi ha un complex de visitants obert al públic.

## Construcció
Des de 1949, l'exèrcit havia estat efectuant operacions de llançament a la que es convertiria en l'Estació de la Força Espacial de Cap Canaveral. El desembre de 1959, el Departament de Defensa va transferir 5.000 persones i el laboratori de llançament de míssils a la NASA per convertir-se en la Direcció d'operacions de llançament del Marshall Space Flight Center de la NASA.
L'objectiu del president John F. Kennedy el 1961 d'aconseguir un aterratge lunar tripulat el 1970 requeria una expansió de les operacions de llançament. L'1 de juliol de 1962, la Direcció d'Operacions de Llançament es va separar de MSFC per convertir-se en el Centre d'Operacions de Llançament (LOC). A més, Cap Canaveral era inadequat per acollir el nou disseny de la instal·lació de llançament requerit de 111 metres d'alt i una força de 33.000 Kn per impulsar el coet Saturn V, que s'assemblaria verticalment en un gran hangar i es transportaria en una plataforma mòbil a una de les diverses pistes de llançament. Per tant, es va prendre la decisió de construir un nou lloc LOC situat al costat de Cap Canaveral a l'illa Merritt.
La NASA va començar l'adquisició de terres el 1962, comprant 340 km² i negociant amb l'estat de Florida per a 230 km² més. Els edificis principals de la zona industrial de KSC van ser dissenyats per l'arquitecte Charles Luckman. La construcció va començar el novembre de 1962, i Kennedy va visitar el lloc dues vegades el 1962, i de nou només una setmana abans del seu assassinat el 22 de novembre de 1963.
El 29 de novembre de 1963, el president Lyndon B. Johnson va donar a la instal·lació el seu nom actual en virtut de l'Ordre executiva 11129. L'ordre de Johnson tenia a veure tant al LOC civil com a l'estació militar de Cap Canaveral ("les instal·lacions de l'estació núm. 1 de la gamma de míssils atlàntics") sota la designació de "Centre espacial John F. Kennedy", generant certa confusió unint els dos públicament. L'administrador de la NASA, James E. Webb, ho va aclarir emetent una directiva que indicava que el nom del Centre Espacial Kennedy s'aplicava només al LOC, mentre que la Força Aèria va emetre una ordre general per canviar el nom del lloc de llançament militar Estació de la Força Aèria del Cap Kennedy.

## Ubicació
Situat a l'illa Merritt, Florida, el centre es troba al nord-nord-oest de Cap Canaveral a l'oceà Atlàntic, a mig camí entre Miami i Jacksonville a la costa espacial de Florida, a l'est d'Orlando. Té 55 km de llarg i 9,7 km d'amplada, que cobreixen 570 km². KSC és una destinació turística important de Florida central i es troba a aproximadament una hora amb cotxe de la zona d'Orlando. El complex de visitants del Kennedy Space Center ofereix visites públiques pel centre i l'estació de la força espacial de Cap Canaveral.

## Climatologia

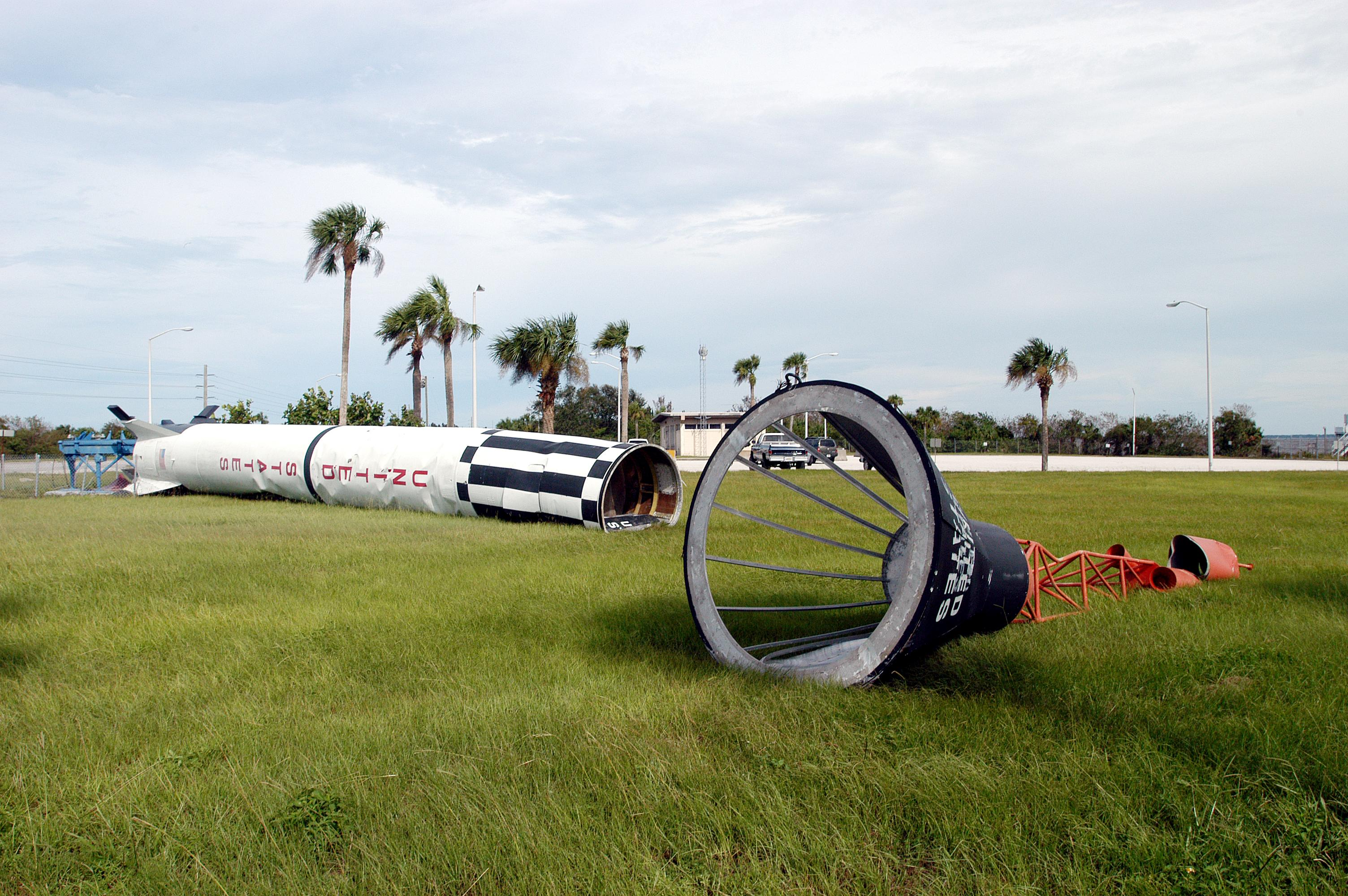
Un coet Mercury Redstone exposat a la Porta 3 va ser enderrocat per l'huracà Frances el 7 de setembre de 2004.

La forma peninsular de Florida i els contrastos de temperatura entre la terra i l'oceà proporcionen les condicions ideals per a les tempestes elèctriques, la qual cosa li va fer guanyar a la part central de Florida la reputació de "capital del llamp dels Estats Units". Per això cal que hi hagi sistemes extensos de protecció i detecció contra llamps per protegir els empleats, les estructures i les naus espacials a les rampes de llançament. El 14 de novembre de 1969, l'Apollo 12 va rebre l'impacte d'un llamp just després de l'enlairament del Pad 39A, però el vol va continuar amb seguretat. El llamp més potent registrat al KSC va tenir lloc a l'LC-39B el 25 d'agost de 2006, mentre el transbordador Atlantis estava preparat per a l'STS-115 Els administradors de la NASA inicialment estaven preocupats perquè el llamp causés danys a Atlantis, però no va tenir cap efecte.
El 7 de setembre de 2004, l'huracà Frances va colpejar directament la zona amb vents sostinguts de 70 milles per hora (110 km/h) i ratxes de fins 151 km/h, la tempesta més perjudicial fins ara. L'edifici de muntatge de vehicles va perdre 1.000 panells exteriors, cadascun d'1,2 metres d'alt i 3 metres d'ample. Això va exposar 3.700 m2 de l'edifici. Es van produir danys als costats sud i est del VAB. La instal·lació del sistema de protecció tèrmica de la llançadora va patir danys importants. El sostre es va arrencar parcialment i l'interior va patir danys per aigua. Diversos coets exposats al centre van patir danys. L'huracà Wilma va causar més danys al KSC l'octubre de 2005.
L'estimació conservadora de la NASA és que el Centre Espacial experimentarà un augment del nivell del mar de 5 a 8 polzades a la dècada de 2050. El complex de llançament 39A, el lloc del llançament de l'Apollo 11, és el més vulnerable a les inundacions i té un risc anual d'inundacions del 14% a partir del 2020.

## Directors
Des de la formació de KSC, deu funcionaris de la NASA han exercit com a directors, inclosos tres antics astronautes (Crippen, Bridges i Cabana):
| Nom                  | Començar               | Final                  | Referència |
| -------------------- | ---------------------- | ---------------------- | ---------- |
| Dr. Kurt H. Debus    | Juliol de 1962         | novembre de 1974       | [ 25 ]     |
| Lee R. Scherer       | 19 de gener de 1975    | 2 de setembre de 1979  | [ 26 ]     |
| Richard G. Smith     | 26 de setembre de 1979 | 2 d'agost de 1986      | [ 27 ]     |
| Forrest S. McCartney | 31 d'agost de 1987     | 31 de desembre de 1991 | [ 28 ]     |
| Robert L. Crippen    | gener de 1992          | gener de 1995          | [ 29 ]     |
| Jay F. Honeycutt     | gener de 1995          | 2 de març de 1997      | [ 30 ]     |
| Roy D. Bridges, Jr.  | 2 de març de 1997      | 9 d'agost de 2003      | [ 31 ]     |
| James W. Kennedy     | 9 d'agost de 2003      | gener de 2007          | [ 32 ]     |
| William W. Parsons   | gener de 2007          | Octubre de 2008        | [ 33 ]     |
| Robert D. Cabana     | Octubre de 2008        | maig 2021              | [ 34 ]     |
| Janet E. Petro       | Juny 2021              | Present                | [ 35 ]     |

## En la cultura popular
A més d'aparèixer amb freqüència en documentals, el Centre Espacial Kennedy ha estat retratat al cinema moltes vegades. Algunes pel·lícules d'estudi fins i tot han tingut accés i han filmat escenes a les portes del centre espacial. Si es necessiten extres en aquestes escenes, es contracten empleats del centre espacial amb el seu temps personal. Les pel·lícules amb escenes al KSC inclouen:
- Moonraker
- SpaceCamp
- Apol·lo 13
- Contacte
- Armagedon[37]
- Space Cowboys
- Swades
- Transformers 3: Dark of the Moon
- Tomorrowland
- Sharknado 3: Oh diable, no!
- Primer Home
- Geotempesta
- Homes de negre 3

La ubicació apareix com a punt principal de la trama al final de Stone Ocean, Part 6 del manga JoJo's Bizarre Adventure, on l'utilitza l'antagonista principal Father Enrico Pucci per aconseguir pujar al cel. També apareix a la cinquena temporada de la respectiva adaptació a l'anime JoJo's Bizarre Adventure: Stone Ocean.
KSC també és un dels dos escenaris principals de la sèrie de televisió de 1965-1970 I Dream Of Jeannie (juntament amb una casa a Cocoa Beach), tot i que es va rodar completament a Los Angeles.

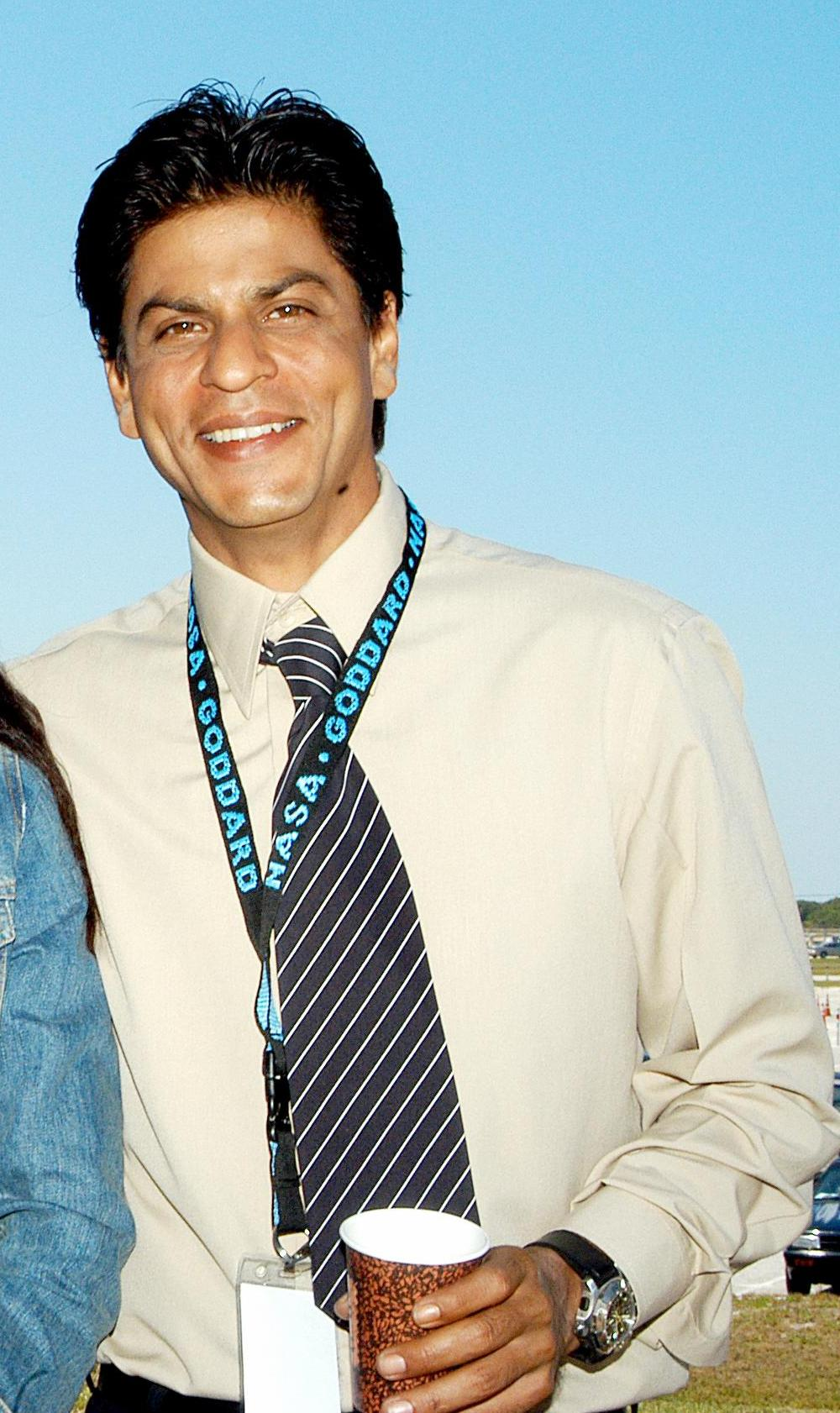
L'actor indi Shah Rukh Khan al Centre Espacial Kennedy mentre rodava la seva pel·lícula Swades (2004)

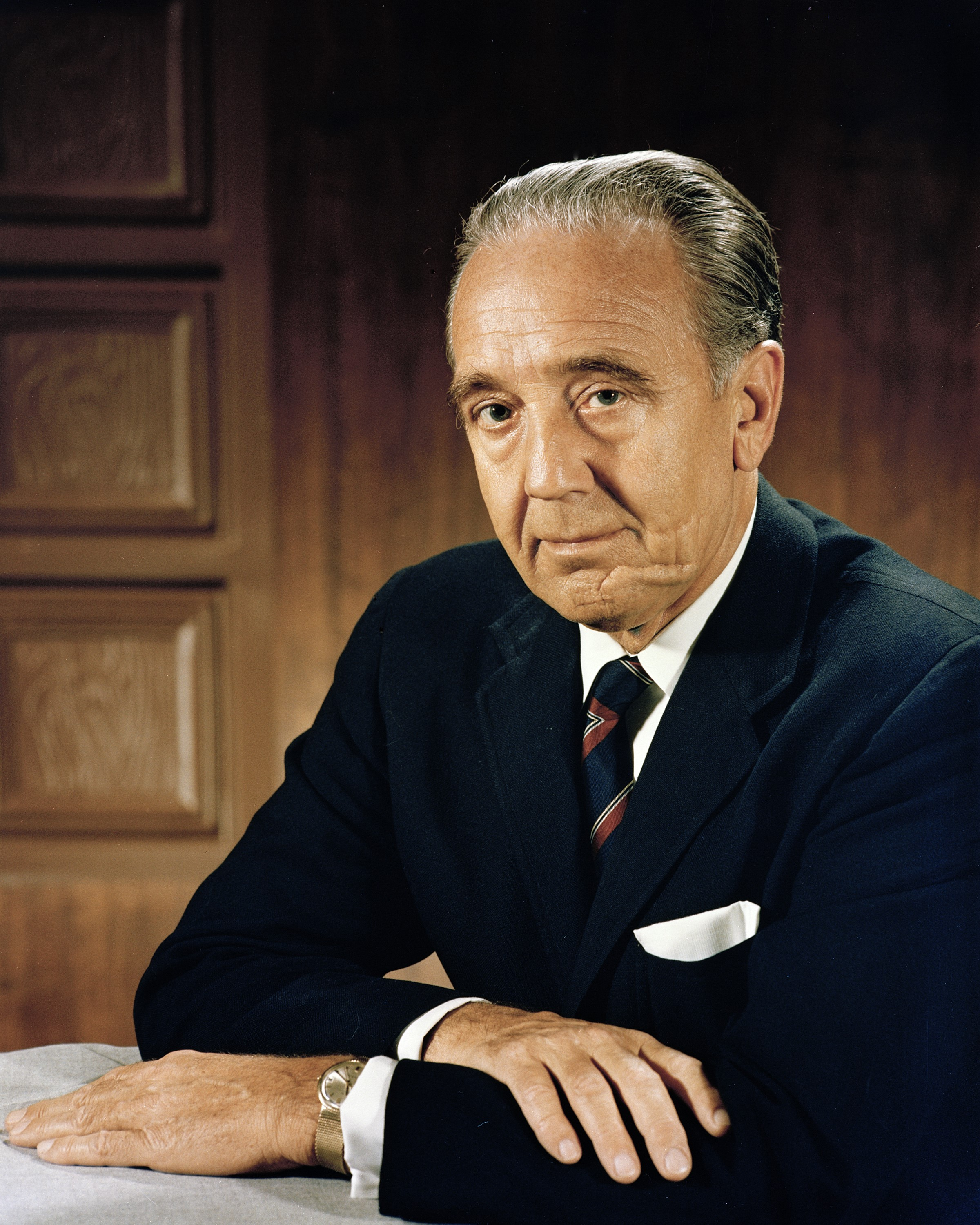
Dr. Kurt Debus, primer director de KSC